# شامیر لیتل
شامیر لیتل (انگلیسی: Shamier Little؛ زادهٔ ۲۰ مارس ۱۹۹۵) دونده سرعت زن اهل ایالات متحده آمریکا است.